# Lenguas miwok
Las lenguas miwok (autoglotónimo míwːɨːk, también conocidas como moquelumnanas o miwuk), son un grupo de lenguas en peligro de extinción habladas en el centro de California por los pueblos miwok, que van desde el Área de la Bahía hasta la Sierra Nevada. Hay siete lenguas miwok, cuatro de ellas además, tienen dialectos regionales distintos. Hay unas pocas docenas de hablantes de las tres lenguas miwok de la Sierra, y en 1994 había dos hablantes de miwok del lago. El idioma mejor atestiguado es el idioma miwok de la Sierra Sur, de donde proviene el nombre Yosemite. El nombre Miwok proviene de la palabra miwok de la Sierra Norte miw·yk que significa 'gente' o 'indios'.

## Lenguas de la familia

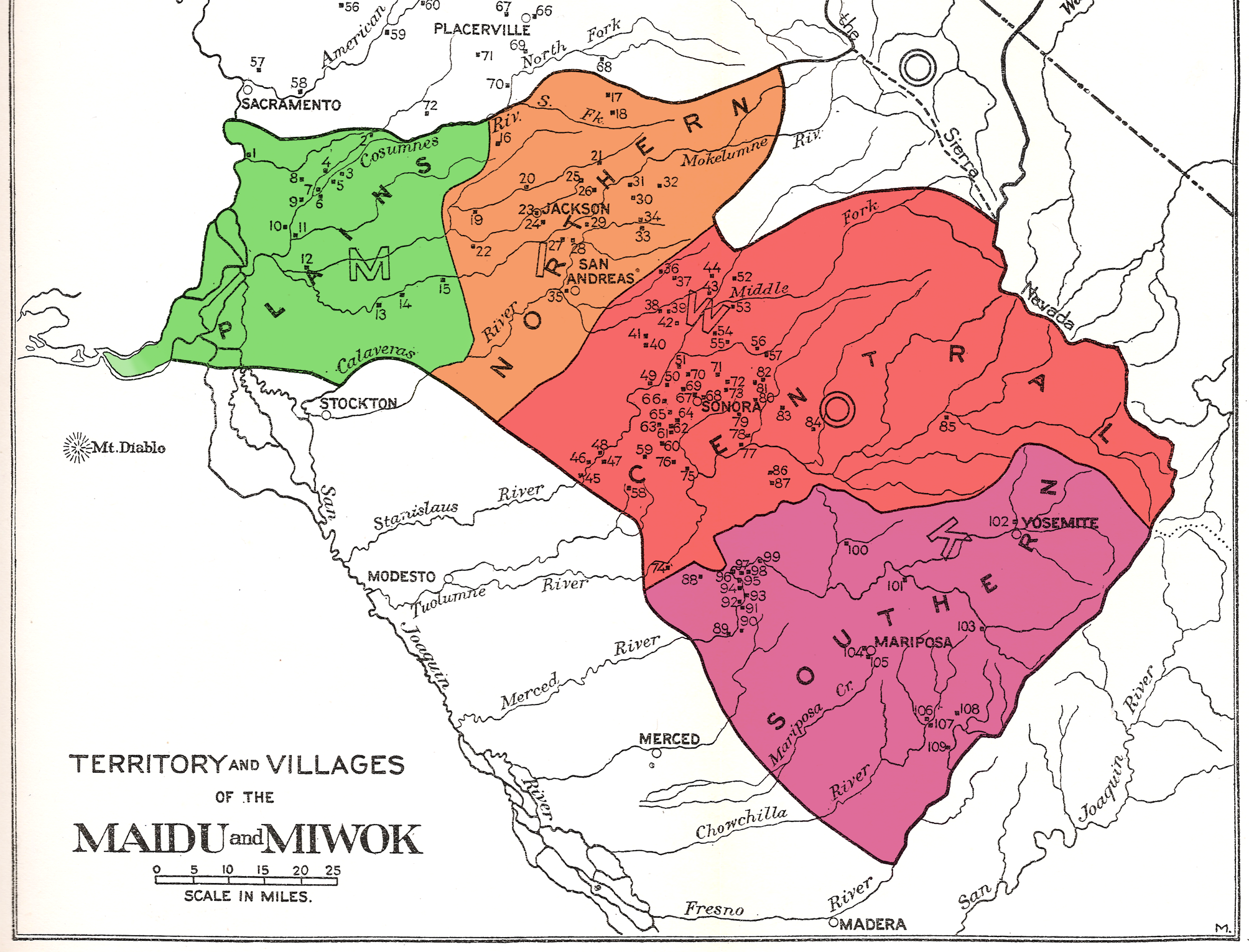
Mapa de 1925 de los territorios miwok de las llanuras y la sierra.

Las lenguas de la familia miwok clasificadas Mithun (1999) son:
- Miwok oriental
  - Miwok de las llanuras †
  - Miwok de la bahía (saclan) †
  - Miwok del Sierra
    - Miwok de la Sierra Norte (†) (dialectos:  Camanche, Fiddletown, Ione, y West Point)
    - Miwok de la Sierra Central (casi extinto) (dialectos del centro-este y centro-oeste)
    - Miwok de la Sierra Sur (casi extinto) ( Yosemite,  Mariposa, y dialectos del sur)
- Miwok occidental
  - Miwok de la costa † (dialectos: Bodega y Marín)
  - Miwok del lago †

## Léxico de plantas y animales
Reconstrucciones de nombres de plantas y animales proto-Miwok por Callaghan (2014):
| GLOSA                             | Proto-Miwok        |
| --------------------------------- | ------------------ |
| 'coyote'                          | *ʔole              |
| 'lobo'                            | *hu·n, *hun·u-     |
| 'gacela, cimarrón'                | *ha·lu-ṣ           |
| 'gopher'                          | *syw·yt            |
| 'perro'                           | *olor              |
| 'chickenhawk'                     | *suj·u             |
| 'halcón peregrino'                | *wek-wek           |
| halcón pescado                    | *tuk-tuk           |
| 'cóndor de California'            | *mol·uk ?          |
| 'gran búho'                       | *tuk·u-·Li         |
| 'lechuza'                         | *wič·iki-ṣ         |
| 'búho de madriguera'              | *ṭok(·)            |
| 'codorniz del valle'              | *hek               |
| 'correcaminos'                    | *ʔuj(·)uju         |
| 'martín pescador'                 | *ča·ṭa·-ṭa-        |
| 'pájaro carpintero apilado'       | *pak-pak           |
| 'Pájaro carpintero de California' | *palaṭ·ak          |
| 'ganso de nieve'                  | *wa·wo ?           |
| 'ganso'                           | *low·ot ?          |
| 'lagarto'                         | *pit·e-            |
| 'rana'                            | *waṭa·k ?          |
| Saltamontes                       | *ko·ṭo ?           |
| 'piojo de la cabeza'              | *ke·t, *ket·y-     |
| 'pulga'                           | pulgas *ky(·) ky-ṣ |
| Araña                             | *pok·mmm           |
| 'piojo del cuerpo'                | *čypsi             |
| Escorpión                         | *ʔet·ym            |
| GLOSA               | Proto-Miwok       |
| ------------------- | ----------------- |
| 'pino de montaña'   | *san(·) ak        |
| 'piñones, nueces'   | *ṣanak            |
| 'pino gris'         | *sa·k, *sak·y     |
| 'cedro, ciprés'     | *mo·nuk ?         |
| 'roble del valle'   | *ʔalwaṣ, ʔala·waṣ |
| 'roble vivo'        | *sa·ṭa            |
| 'roble enano'       | *su·k ?           |
| 'roble blanco'      | * mol·a, *mo·la   |
| arce                | *ṣa·ji            |
| 'buckeye'           | *ʔu·nu            |
| 'aliso'             | *Sot·mmm ?        |
| 'saúco'             | *ʔantaj           |
| 'manzanita'         | * ʔe·je, *ʔej·e   |
| 'grosella espinosa' | *ki·leer          |
| 'roble venenoso'    | proto-Uti *nykys  |
| cepillo             | *lim·e            |
| 'ajenjo'            | *kičin            |
| uvas                | *mut(·) e         |
|                     | *mul·a            |
| Carex               | *su·li            |
| Brodiaea spp.)      | * wa·la           |
| planta de té        | *huk              |